# Бородін Григорій Васильович
Бородін Григорій Васильович (10 березня 1946 року — † 4 листопада 2019) — заступник голови правління — начальник філії-Луганського обласного управління Ощадбанку

## З життєпису
Навчальний заклад — Ростовський інститут народного господарства (РІНГ). Професія — інженер-економіст.
1990—1994 — займав керівні посади Луганського облвиконкому та Луганської держадміністрації.
1994—2005 — начальник філії-Луганського облуправління Ощадбанку.
Починаючи з жовтня 2005 року — заступник голови правління — начальник філії-Луганського обласного управління Ощадбанку
Григорій Бородін — один із досвідченіших регіональних менеджерів банку. В Ощадбанку працює вже 19 років. Під його керівництвом Луганське облуправління стало одним із найкращих у системі Ощадбанку.
За значний особистий внесок у розвиток банківської справи нагороджений Почесною грамотою Кабінету Міністрів України, срібною ювілейною медаллю та Почесною грамотою Національного банку України.
Заслужений економіст України.